# Katsuhide Kitajima
Katsuhide Kitajima (jap. 北島 克英, Kitajima Katsuhide; * um 1935) ist ein japanischer Badmintonspieler. 

## Karriere
Katsuhide Kitajima wurde 1959 nationaler Meister in Japan, wobei er im Mixed mit Tomiko Ariki erfolgreich war. Ein weiterer Titelgewinn gelang ihm bei der Erwachsenenmeisterschaft 1960 im gemischten Doppel mit der gleichen Partnerin.

## Sportliche Erfolge
| Saison | Veranstaltung                   | Disziplin | Platz | Name                              |
| ------ | ------------------------------- | --------- | ----- | --------------------------------- |
| 1959   | Japan: Einzelmeisterschaften    | Mixed     | 1     | Katsuhide Kitajima / Tomiko Ariki |
| 1960   | Japan: Erwachsenenmeisterschaft | Mixed     | 1     | Katsuhide Kitajima / Tomiko Ariki |

## Referenzen
- Japanische Badmintonmeisterschaften 1947–2004 (Memento vom 28. August 2007 im Internet Archive)
- Annual Handbook of the International Badminton Federation, London, 29. Auflage 1971, S. 222–223

| Personendaten    | Personendaten                |
| ---------------- | ---------------------------- |
| NAME             | Kitajima, Katsuhide          |
| ALTERNATIVNAMEN  | 北島克英 (japanisch)         |
| KURZBESCHREIBUNG | japanischer Badmintonspieler |
| GEBURTSDATUM     | um 1935                      |